# Josef Maurer (Politiker)
Josef Maurer (* 4. April 1928 in Nenzing; † 12. Februar 2019 ebenda) war ein österreichischer Politiker (ÖVP) sowie Land- und Gastwirt. Er war von 1981 bis 1984 Abgeordneter zum Vorarlberger Landtag. 

## Ausbildung und Beruf
Nach dem Besuch der Volksschule Nenzing wurde Maurer während des Zweiten Weltkriegs zwischen 1942 und 1944 zur Landarbeit verpflichtet. Er wurde im Herbst 1944 zum Kriegsdienst eingezogen und kehrte im Februar 1946 aus der jugoslawischen Kriegsgefangenschaft zurück. Nach seiner Rückkehr aus dem Krieg arbeitete er bis 1968 am elterlichen Hof mit, den er 1968 schließlich übernahm. Zudem führte er von 1967 bis 1995 den „Gasthof Bazul“. Um das Jahr 1995 übergab er seinerseits den Hof.

## Politik und Funktionen
Maurer trat um 1953 der Österreichischen Volkspartei bzw. ihrer Teilorganisation, dem Bauernbund, bei und fungierte von 1956 bis 1965 als stellvertretender Obmann des Bauernbundes Nenzing. Er war zudem von 1975 bis 1985 Obmann des Bauernbundes Nenzing und von 1975 bis 1985 Mitglied der Landesparteileitung der ÖVP Vorarlberg bzw. der Bezirksparteileitung der ÖVP Bludenz. Lokalpolitisch war Maurer von 1965 bis 1985 als Mitglied der Gemeindevertretung Nenzing aktiv, zudem war er von 1980 bis 1985 Mitglied des Gemeinderates, wobei er von 1980 bis 1985 die Referate Landwirtschaft und Wegebau betreute. 
Als Abgeordneter des Wahlbezirkes Bludenz vertrat er die ÖVP ab dem 14. Oktober 1981 im Landtag, wobei er Ignaz Battlogg nachfolgte. Bereits mit Ablauf der Legislaturperiode schied Maurer zum 5. November 1984 wieder aus dem Landtag aus. Im Landtag war Maurer Mitglied im Volkswirtschaftlichen Ausschuss und Mitglied im Landwirtschaftlichen Ausschuss. 
Neben seiner politischen Aktivität wirkte Maurer von 1954 bis 1997 auch als Obmann des Viehzuchtvereins Nenzing, war von 1965 bis 1980 Ausschussmitglied sowie von 1980 bis 1985 stellvertretender Obmann der Agrargemeinschaft Nenzing und von 1970 bis 1993 Obmann des Vorarlberger Braunviehzuchtverbandes. Des Weiteren war er von 1971 bis 1986 Kammerrat der Landwirtschaftskammer Vorarlberg und von 1971 bis 1993 Mitglied des Alpwirtschaftsvereins des Landes.

## Privates
Maurer wurde als Sohn des Nenzinger Landwirts Josef Maurer und dessen aus Bangs stammenden Gattin Rosa geboren. Er heiratete 1950 Albertina Schallert; die Ehe blieb kinderlos.

## Auszeichnungen
- Ernennung zum „Ökonomierat“ (1985)
- Ehrenobmann des Vorarlberger Braunviehzuchtverbandes (1994)
- Ehrenmitglied des Österreichischen Braunviehzuchtverbandes (1995)
- Ehrenobmann des Viehzuchtvereins Nenzing (1997)